# Daniel Muñoz
Daniel Muñoz Mejía (* 26. května 1996) je kolumbijský fotbalista, který hraje na pozici obránce za anglický prvoligový klub Crystal Palace a za kolumbijskou reprezentaci.
Muñoz je odchovancem Águilas Doradas. Za klub debutoval v roce 2017. V roce 2019 přestoupil do Atlético Nacional. Následující rok podepsal smlouvu s belgickým Genkem. S klubem vyhrál pohár. V roce 2024 podepsal smlouvu s Crystal Palace. S klubem vyhrál FA Cup.
Muñoz debutoval za Kolumbii v roce 2021. Hrál na Copa América 2021 a Copa América 2024, kde Kolumbie obsadila druhé místo.

## Úspěchy

### Klubové
Genk
- Belgický pohár: 2020/21

Crystal Palace
- FA Cup: 2024/25